# Uomini illustri
Uomini illustri, uomini famosi, viri illustres, великие люди, знаменитые мужи — популярная в эпоху Возрождения тема фресковых росписей, изображающая великих мужей древности
Тема связана с привычкой ренессансных гуманистов подкреплять примерами из античной истории любые свои рассуждения. Они любили сравнивать современников с выдающимися «мужами древности», при этом флорентийцы предпочитали философов и политиков республиканского Рима, а феодальные круги — полководцев и цезарей.

## Литературные тексты
- Петрарка, De viris illustribus — 24 биографий древнеримских прославленных мужей от Ромула до Тита
  - Ломбардо делла Сета дополнил текст своего учителя ещё 12 биографиями, доведя до Траяна.

## Фресковые циклы
- Зал знаменитых людей дворца Франческо Каррара (1367-79)

## Фрески виллы Кардуччо. Тоскана.Андреа дель Кастаньо. 1450—1451

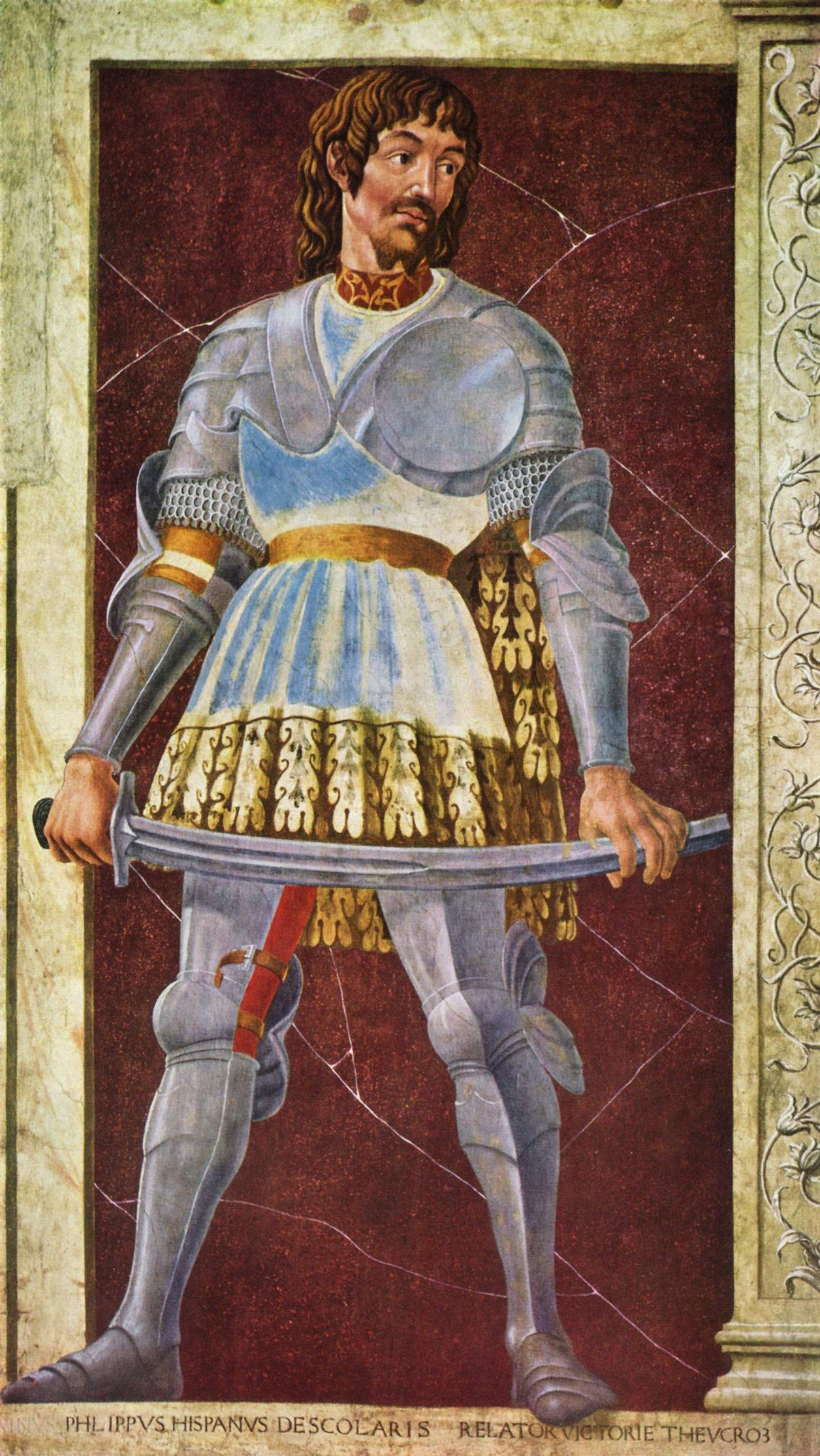
Пиппо Спано
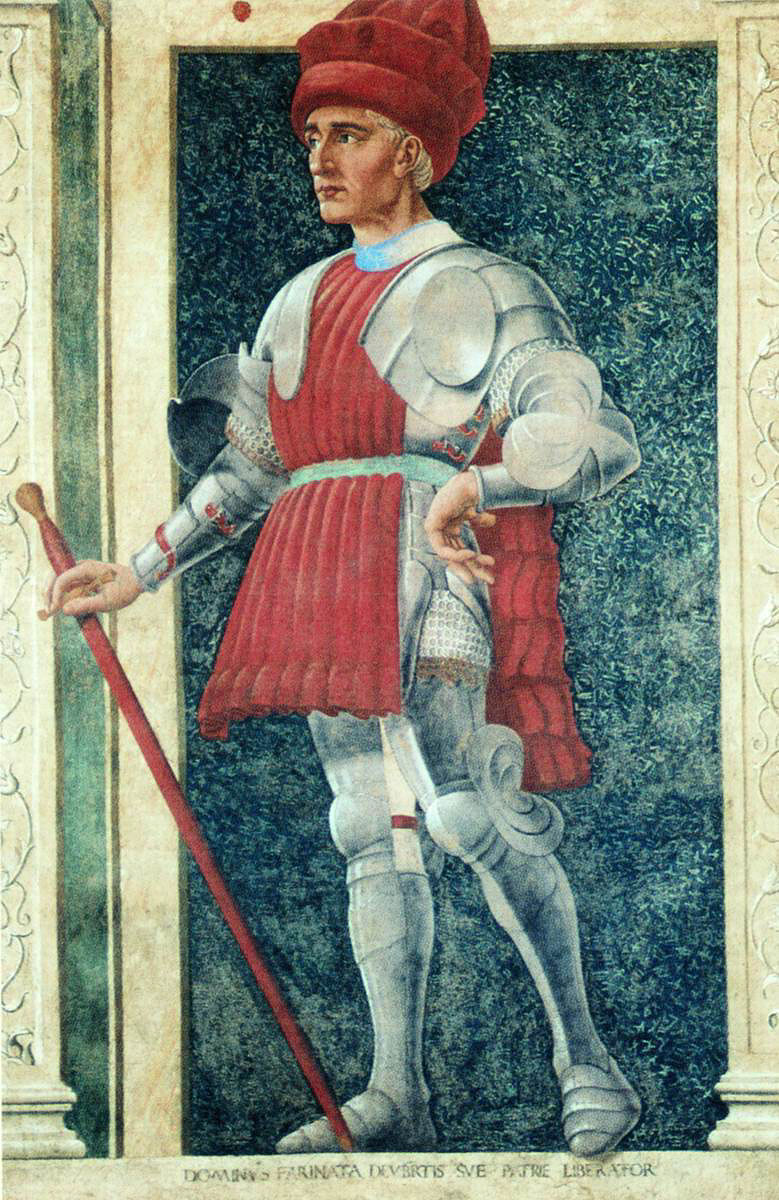
Фарината дельи Уберти
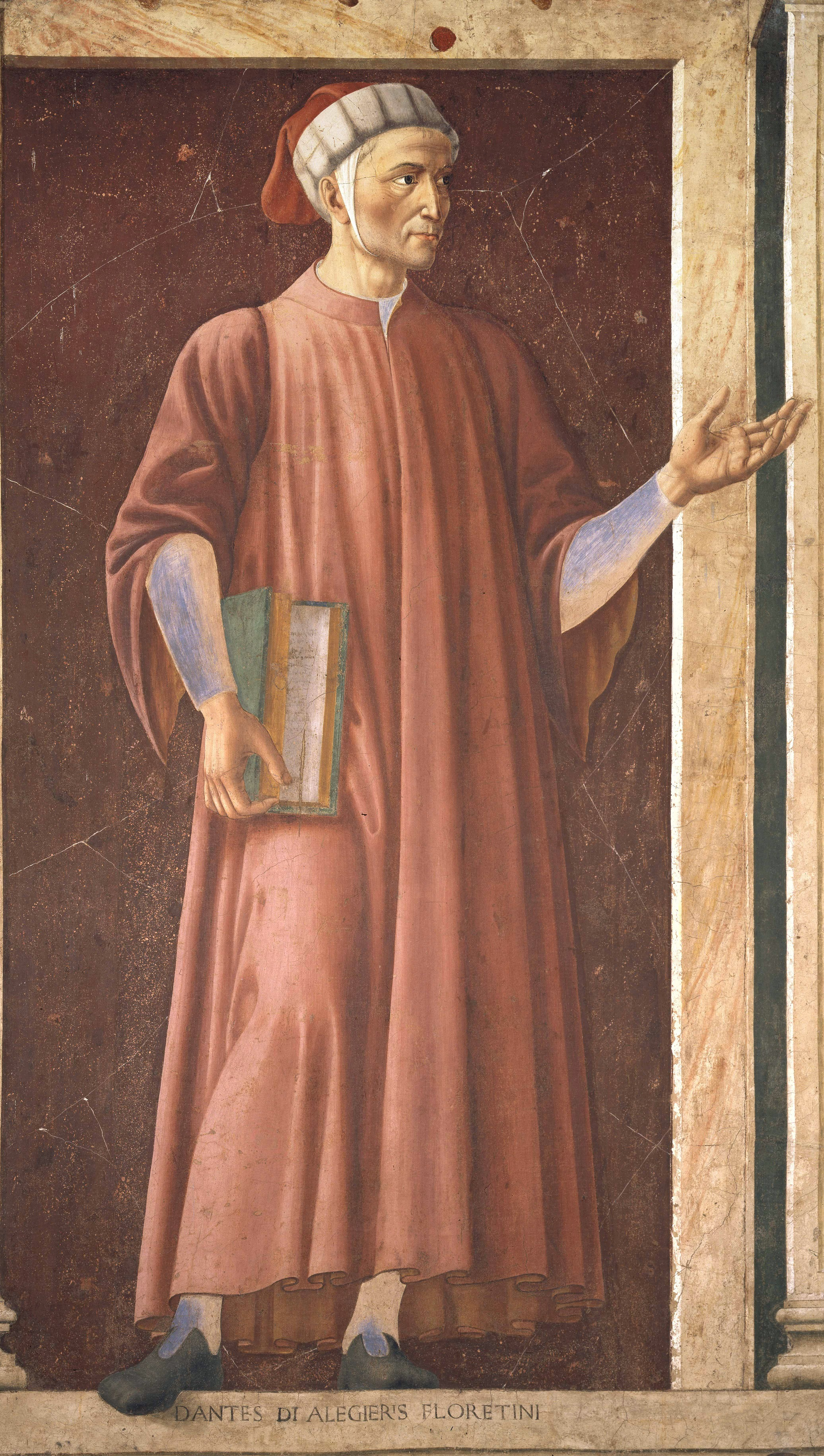
Данте
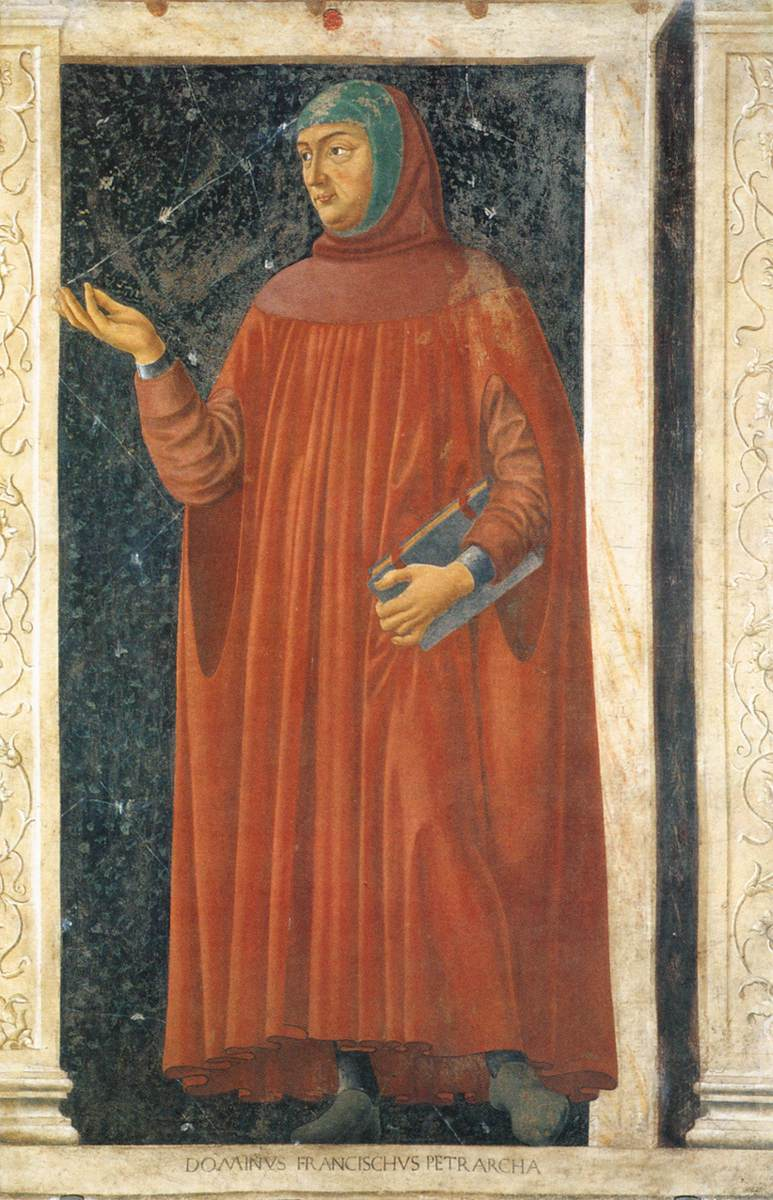
Петрарка
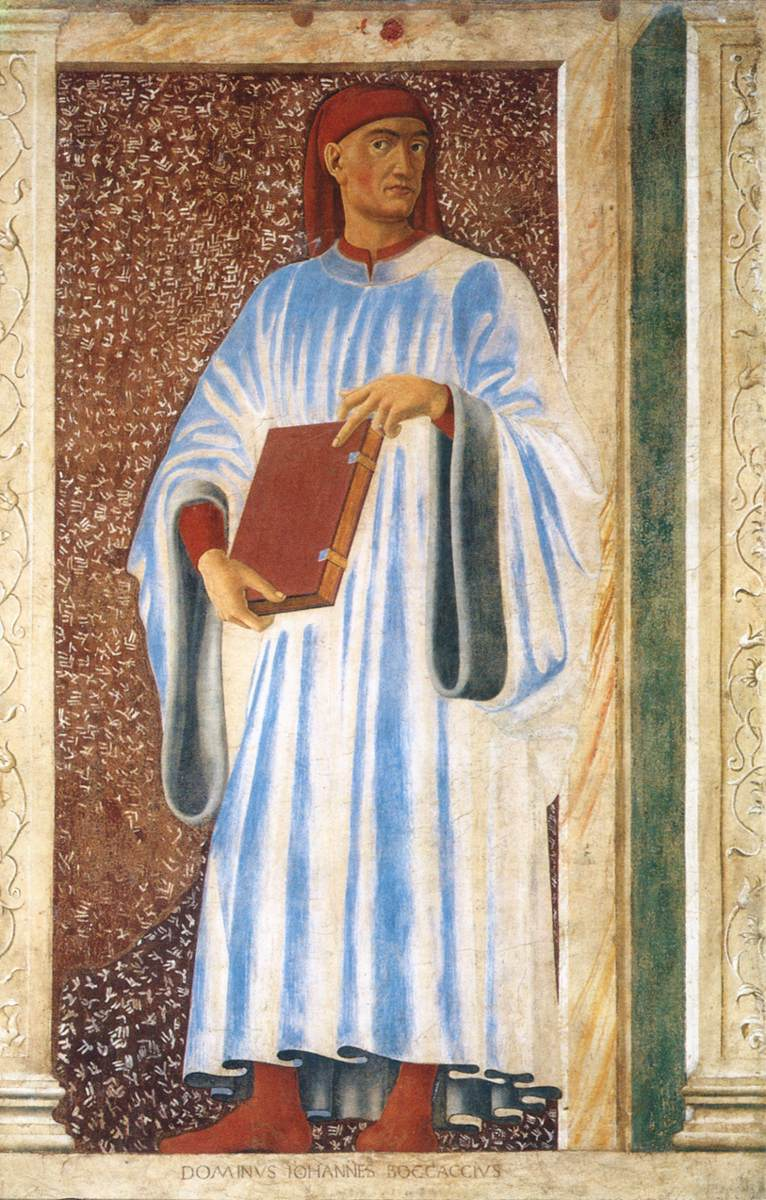
Боккаччо
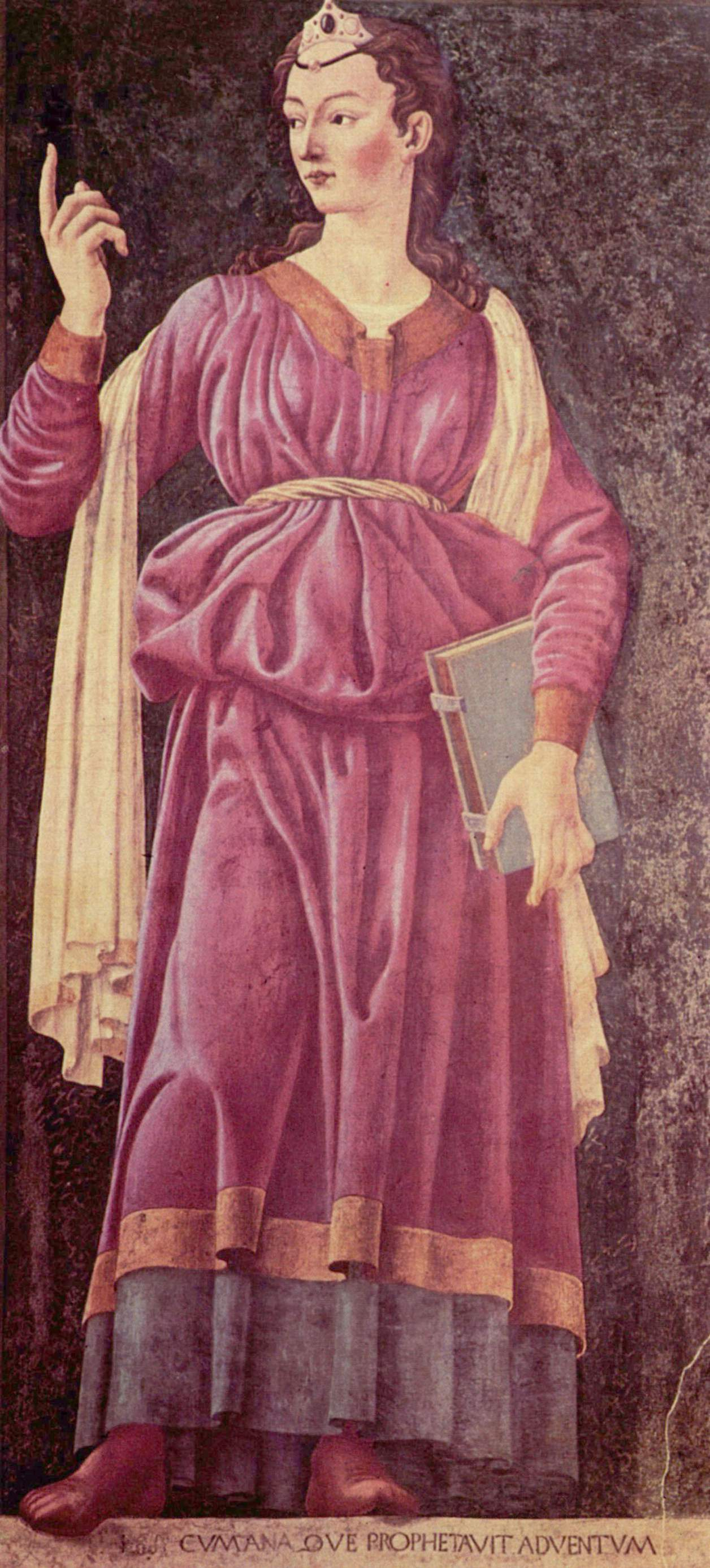
Сивилла Кумская

К этому же жанру «знаменитых людей» принадлежит цикл портретов из двадцати восьми полуфигур, написанных нидерландским живописцем Йосом ван Гентом (Йосом ван Вассенхове) в 1474 году для урбинского герцога Федерико да Монтефельтро (часть портретов заменена копиями, оригиналы ныне находятся в парижском Лувре). Портреты украшали верхние части стен рабочего кабинета: «Студиоло герцога Федерико да Монтефельтро» Палаццо Дукале в Урбино. Помимо вымышленных «портретов» философов, учёных, а также знаменитых личностей античности и средневековья, Отцов Церкви и теологов, в «галерею» включены портреты пап Пия II, Сикста IV, кардинала Виссариона и Витторино да Фельтро (очевидно, по выбору заказчика, в цикл был включен и его портрет).

## Студиоло герцога Федерико да Монтефельтро в Урбино. 1473—1476

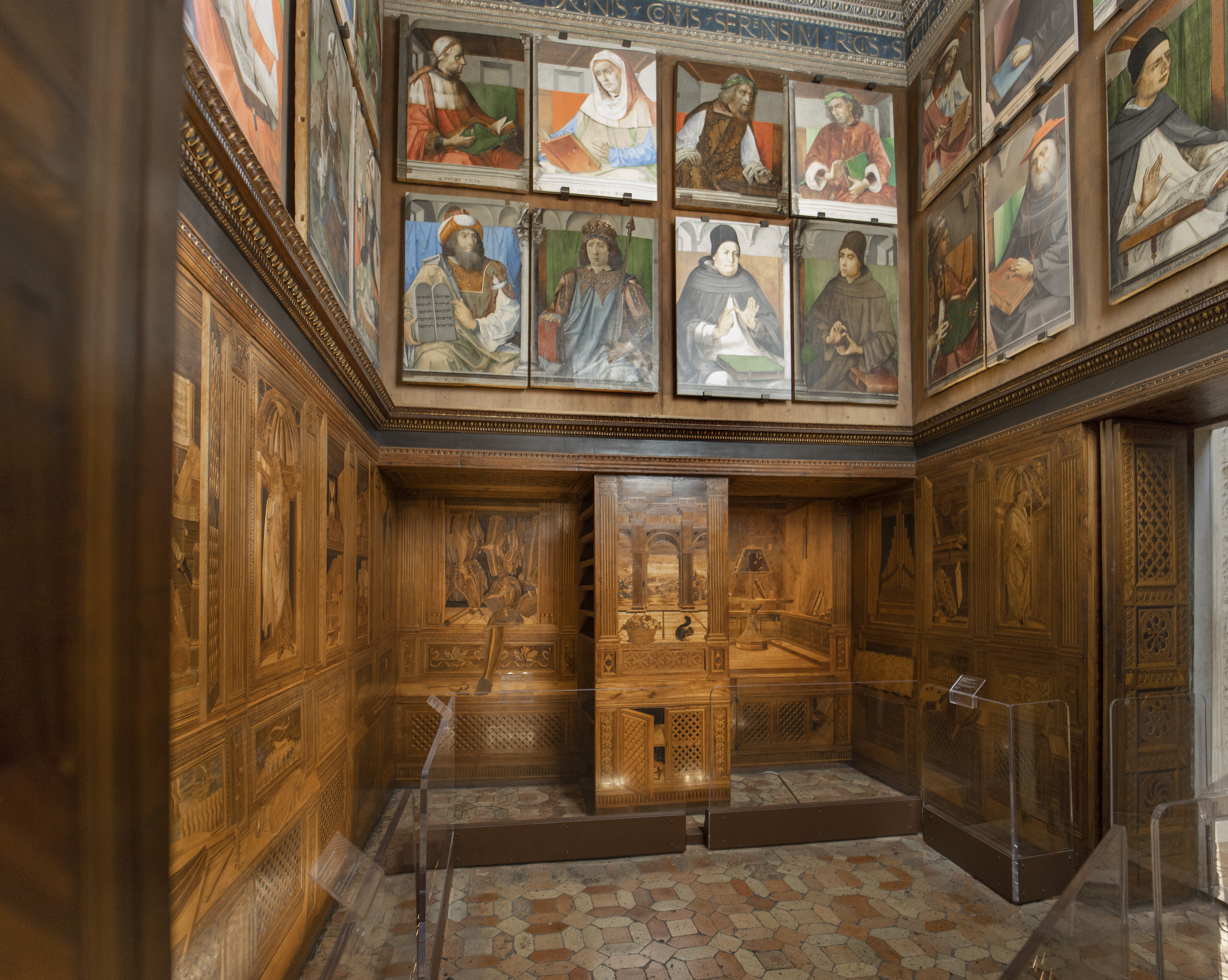
Общий вид студиоло. 1473—1476
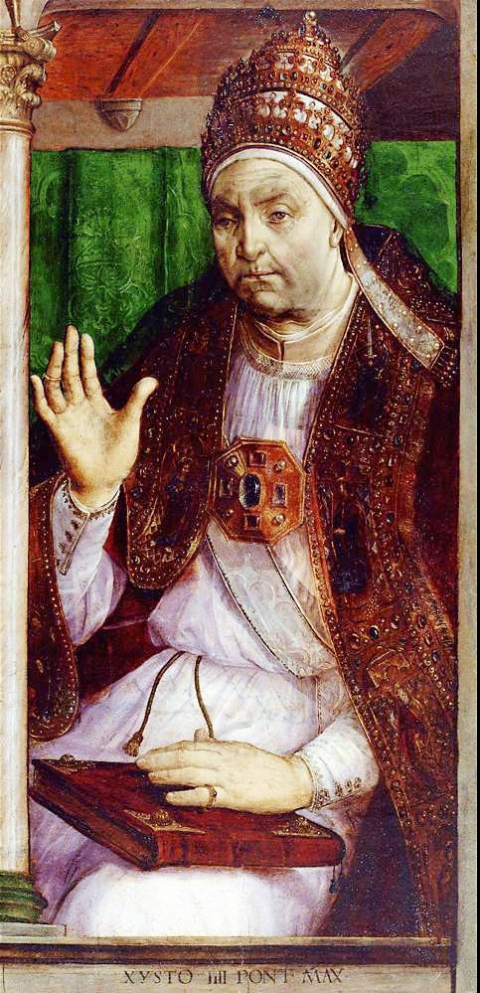
Папа Сикст IV
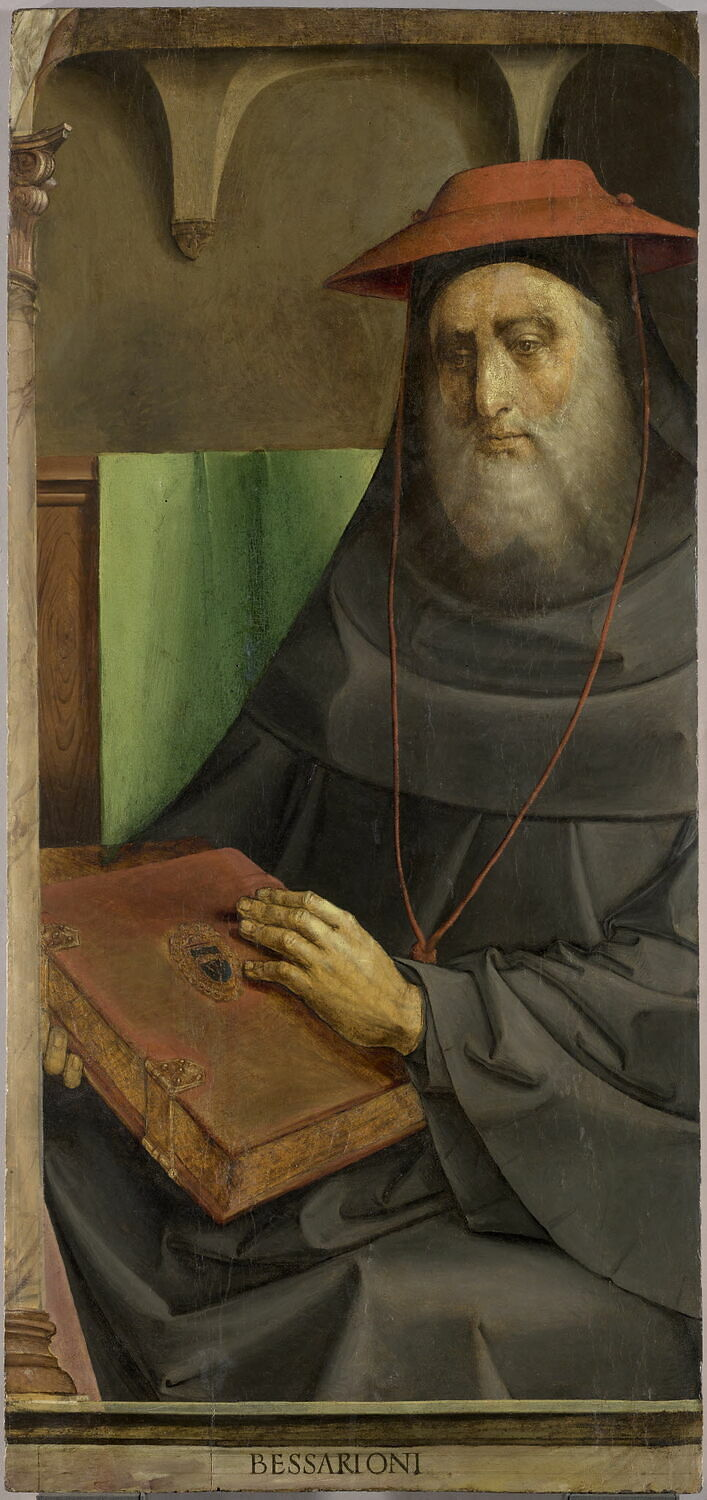
Кардинал Виссарион Никейский
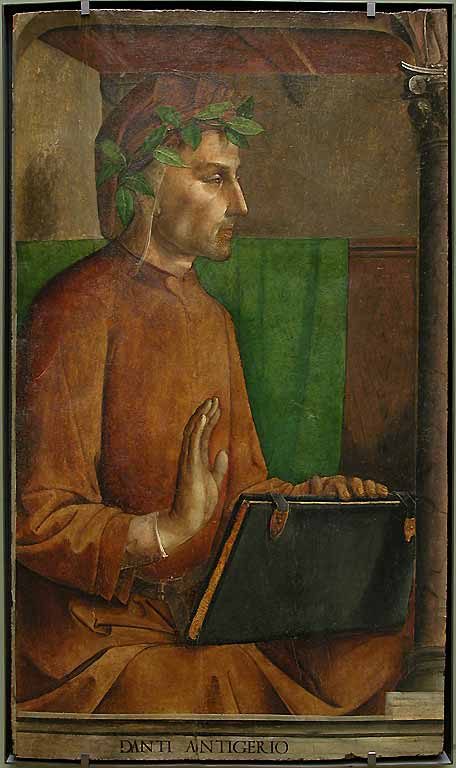
Данте Алигьери
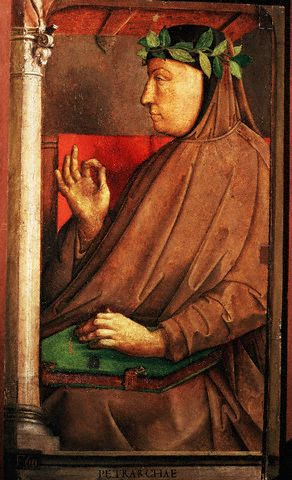
Франческо Петрарка
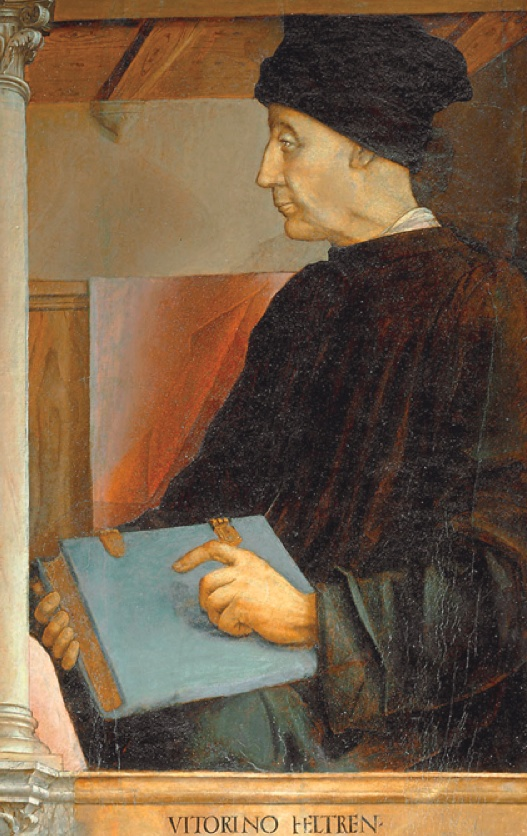
Учёный-гуманист и педагог Витторино да Фельтре
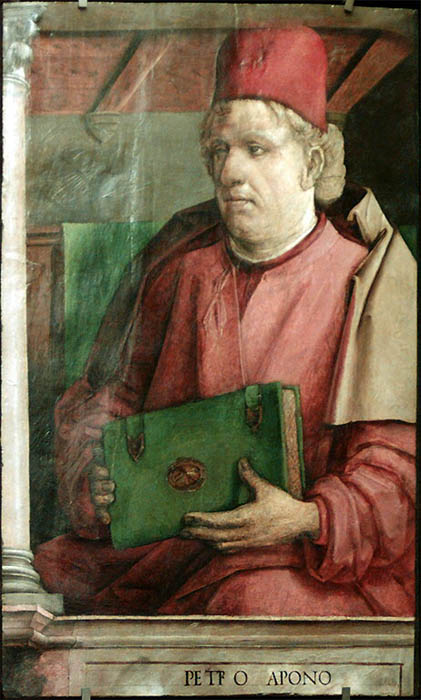
Медик, философ и астролог Пьетро д’Абано